# 葛原バスストップ
葛原バスストップ（くずはらバスストップ）は、福岡県北九州市小倉南区葛原東一丁目の九州自動車道上にあるバス停留所。高速葛原（こうそくくずはら）の名称で案内されていた。
小倉東インターチェンジ北側に広がる大規模なベッドタウンの中にある。
1980年代後半から西日本鉄道が運行する高速バス路線数路線が停車したが、1993年に「ミリオン号」が路線廃止となったことで停車する路線が消滅し休止となった。その後、2006年に新北九州空港の開港を機に下関・門司 - 北九州空港間に北九州空港エアポートバスが運行開始された際、当停留所も停車地となったため停留所としての供用が再開されたが、2011年に同路線が廃止されたため停車する路線が消滅し再び休止状態となり、西日本高速道路（NEXCO西日本）の管理用施設に転用されている。

## かつて停車した路線
- 福岡 - 広島線「ミリオン号」（西日本鉄道・広島電鉄） - 1993年廃止
- 下関・門司 - 北九州空港線「北九州空港エアポートバス」（サンデン交通）
  - 北九州空港との利用のみ可能であった（空港行きの乗車、空港発の降車のみ）。2011年3月31日限りで廃止。
- 門司 - 福岡高速線（西日本鉄道）
- 門司港 - 行橋特急線（西日本鉄道）

## 最寄の一般道バス停
- 西鉄バス北九州　葛原東一丁目（小倉駅～恒見・下曽根）

## 隣
E3 九州自動車道
(BS)畑BS（休止中） - (1-1)新門司IC - (BS)葛原BS  - (2)小倉東IC - (2-1)北九州JCT - (3)小倉南IC/BS

## 位置情報
- 北緯33度50分23秒 東経130度55分51秒 / 北緯33.83972度 東経130.93083度
- 小倉［南西］ - 地理院地図
- 北九州市小倉南区葛原東 - Google マップ